# 格利泽581g
格利泽581g（Gliese 581 g）是一颗未经证实的系外行星，绕行位于天秤座的红矮星格利泽581，距离地球约20.5光年。它是在格利泽581行星系中发现的第六颗行星，距离恒星距离则排该星系第四，于2010年9月29日由华盛顿卡内基科学研究所和加州大学圣克鲁斯分校（UCSC）等机构发现后公诸于世，是夏威夷凯克天文台历时11年的观测所取得的成果。这颗在“適居带”内新发现的行星，有可能是迄今发现的与地球最像的系外行星，也是第一个潜在適居行星的确凿证据。但是ESO和HARPS研究小组都不能证实此行星存在。也有天文学家指出没有在格利泽581的可居住区域内任何行星的可信信号，无法证实格利泽581g的存在。而根据美国高分辨率蝇眼探测器（HiRes）研究显示，格利泽581可能拥有6颗行星的准确率达到99.9978%。

## 发现
这颗行星是由美国“里克-卡内基系外行星搜索”项目中的天文学家所发现，该项目的主要领导人是加州大学圣克鲁斯分校天体物理学教授史蒂文·沃格特和华盛顿卡内基科学研究所的天文学家R·保羅·巴特勒。
据推测格利泽581g的直径约为地球的1.2-1.4倍，质量约为地球的3.1-4.3倍，表面平均温度介乎摄氏零下31度-零下12度，公转周期为37个地球日，自转周期与其公转周期相等，地心引力接近或稍高于地球。距离恒星格利泽581约965萬公里。表面由岩石组成，可能存在液态水和大气。

## 適居性
在一次訪談中，發現者史蒂芬‧沃特被問及格利泽581g上是否可能存在生命的問題，史蒂芬·沃特對此持樂觀態度，他表示：「我不是生物學家，也沒在電視上演過這個角色，但從生命的軔性與習性上來看，我認為格利泽581g上存在生命的機會是100%。」
他還在另一次美聯社的採訪中表示：「可能有外星生命的存在不代表可能會找到ET，但即使是發現一個單細胞生物或黴菌的存在，也足以撼動地球生命的唯一性。」

### 潮汐鎖定
根據發現，格利泽581g的自轉被它的母星鎖定，也就是出現潮汐鎖定的現象。這在太陽系內十分普遍，例如地球就是這樣將月球給鎖定的。在格利泽581g上沒有日夜的變化，因為它的一面是永晝，另一面則是永夜，這也意味格利泽581g的恆星日會剛好等於其一年的長度。此外潮汐鎖定也代表格利泽581g沒有地軸偏斜的現象，在此行星上也不會出現四季的變化。而它的質量則顯示它極可能是一顆類地行星，且可能有足夠重力擁有大氣層。

### 溫度

格利泽581行星系的軌跡平面圖，格利泽581g位在g的位置

研究人員推算出假使格利泽581g上沒有大氣，其全球平均溫度會介於-64℃－-45℃（約等於-84℉－-49℉），反射率則是介於0.5－0.3之間。但若假使其地表擁有與地球相似的溫室氣體並造成温室效应，則其地表均溫將介於-37 °C － -12 °C（-35 °F － 10 °F）之間。由於格利泽581g比地球重，科學家認為這或許可以推斷格利泽581g上的大氣比地球濃厚，因此或許可以再推斷出格利泽581g上的溫室效應會比地球來得嚴重，溫度可能更適人居 。
由於格利泽581g的一面長期受日照影響，因此格利泽581g上受光那面的氣溫將十分酷熱，另一面則極為嚴寒，因此最適合生命生存的地方是在其晨昏圈上。史蒂芬·沃特表示，由於格利泽581g的質量是地球的3.1倍，所以其大氣層可能也會較為濃密。

### 大氣層

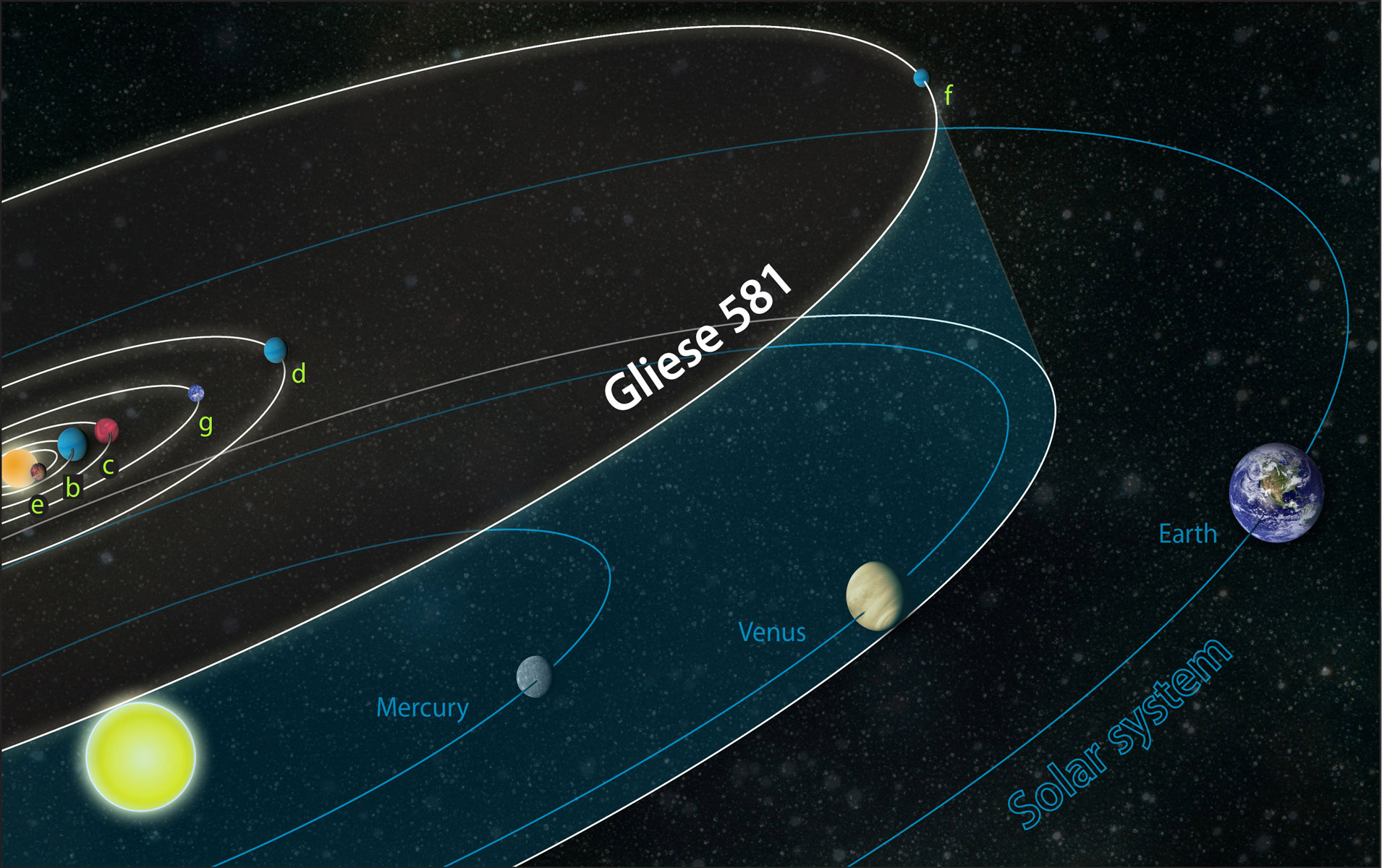
葛利斯581系統中的行星軌道與太陽系的行星軌道比較（“g”表示葛利斯581g）

根據潮汐鎖定的理論模型顯示，在一定條件下，水或二氧化碳這類蒸發性化合物會自明亮面移至陰暗面，在那裡水因為長年低溫而結成冰帽，而大氣也會被凝結。但如果格利泽581g上的大氣夠濃重，那麼行星上的熱量會均勻分布至整顆星球，增加生物生存的環境。舉例來說，擁有濃重大氣的金星，其自轉速率遠低於地球，因此其每日的白天與黑夜都十分漫長。但是由於行星風系的吹送，金星自轉時背向太陽的那面仍然能保有足夠的熱量。研究表明，行星大氣中只要有地球十分之一的水和二氧化碳等溫室氣體，就能在夜晚時保存足夠的熱能。然而科學家目前仍無法判斷格利泽581g上是否有大氣的存在，因此也無從得知其大氣的結構。

## 重要性
由於這次科學家在觀測少量的恆星便發現格利泽581g的存在，因此可以認為這樣的行星在宇宙中會比以前所認為的還要普遍。在發現格利泽581g後，發現適居行星的機率便上升到10%－20%，意味著我們的銀河系中可能有數十億顆適居行星陪伴著地球。這也代表用以計算發現地球外高智能生命可能性的公式德雷克公式會因此而受到修正。